# Hệ thống bảo tàng Paris
Thành phố Paris hiện sở hữu hệ thống gồm hơn 136 bảo tàng, trong đó có 14 bảo tàng thuộc Hiệp hội bảo tàng quốc gia và 14 bảo tàng do chính quyền thành phố quản lý. Là một trung tâm của nghệ thuật từ nhiều thế kỷ, Paris lưu giữ rất nhiều những tác phẩm của các nghệ sĩ nổi tiếng, từ Leonardo da Vinci, Raffaello, Delacroix tới Monet, Van Gogh, Matisse, Picasso. Các bảo tàng nơi đây cũng trưng bày những bộ sưu tập hiện vật giá trị về lịch sử, khoa học, khảo cổ hay các nền văn minh, đến từ khắp mọi nơi trên thế giới. Không ít bảo tàng ở Paris còn được dành cho những lĩnh vực đa dạng và độc đáo như thời trang, sân khấu, thể thao hay mỹ phẩm, ẩm thực.
Những bảo tàng đầu tiên ở Paris được thành lập vào thời kỳ Cách mạng Pháp. Trong giai đoạn này, nhiều tài sản hoàng gia trở thành tài sản quốc gia và Louvre mở cửa ngày 10 tháng 8 năm 1793, có thể xem như bảo tàng đầu tiên của Paris, cũng là bảo tàng đầu tiên của nước Pháp. Cuối thế kỷ 19 đầu thế kỷ 20, thời kỳ Belle Époque, hàng loạt những bảo tàng mới ra đời ở Paris, trong đó không ít bảo tàng xuất phát từ những bộ sưu tập cá nhân do các nhà hảo tâm di tặng. Những thập niên gần đây, thành phố vẫn tiếp tục xây dựng thêm các bảo tàng mới. Quai Branly mở cửa từ năm 2006, là bảo tàng lớn mới nhất của Paris hiện nay.
Không chỉ sở hữu những bộ sưu tập giá trị, các bảo tàng Louvre, Orsay hay Trung tâm Pompidou còn là những công trình kiến trúc nổi tiếng. Nhiều bảo tàng nhỏ khác, như Rodin, Picasso hay Jacquemart-André, nằm trong những dinh thự do giới quý tộc xưa kia xây dựng. Bên cạnh những không gian trưng bày thường xuyên, các bảo tàng của Paris cũng là nơi tổ chức những triển lãm nghệ thuật quan trọng. Năm 2008, Paris chiếm tới 3 trong số 10 bảo tàng đông khách viếng thăm nhất thế giới, trong đó Louvre xếp ở vị trí đầu, ngang bằng với London và nhiều hơn tất cả các thành phố khác.

## Lịch sử

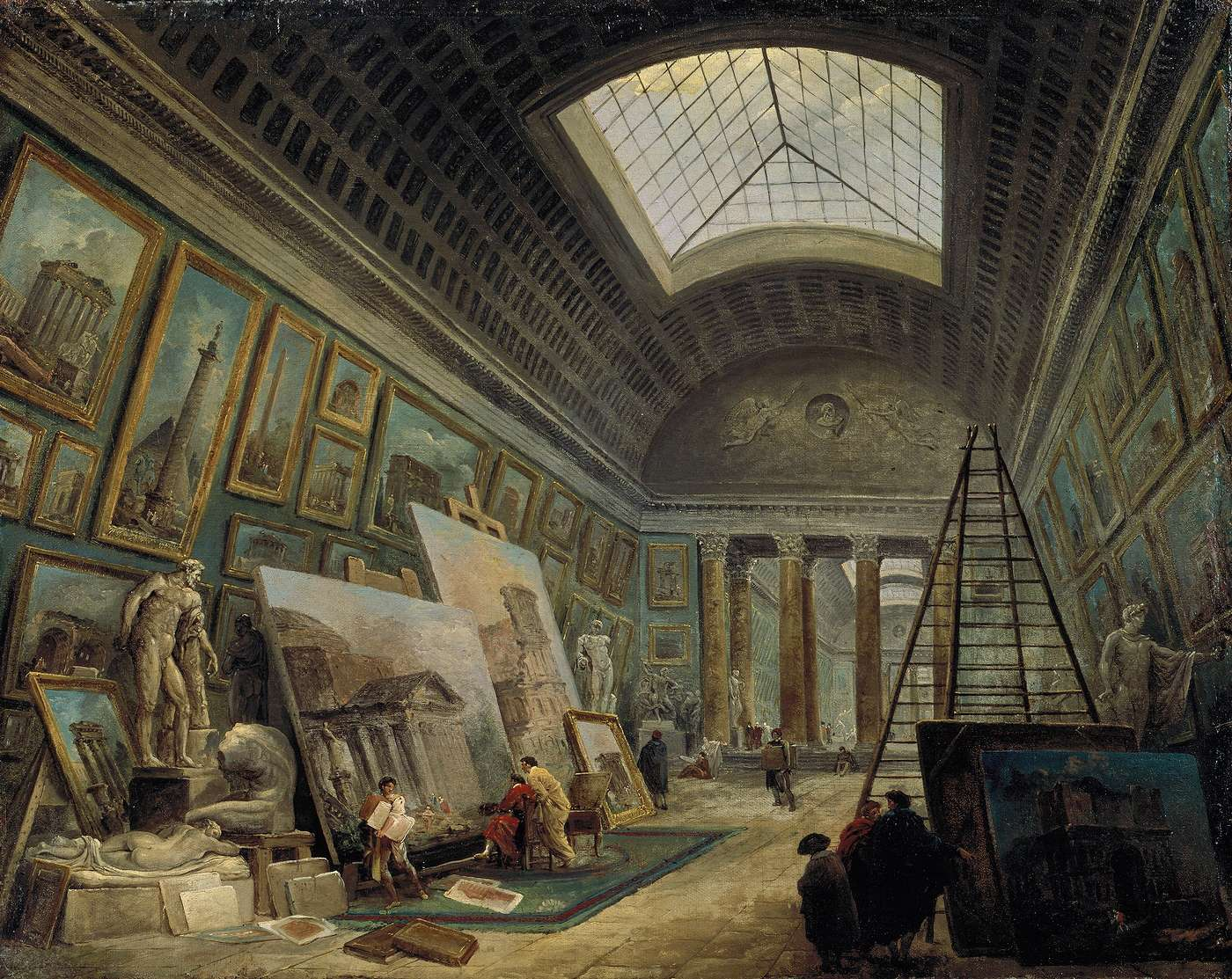
Một phòng trưng bày của Louvre vào khoảng thời gian thành lập

Những bảo tàng đầu tiên trên thế giới xuất hiện ở châu Âu vào thời kỳ Khai sáng. Ashmolean Museum, thành lập năm 1683 tại Oxford, có thể được xem như bảo tàng công cộng đầu tiên trong lịch sử, nơi công chúng trả tiền và chiêm ngưỡng các hiện vật. Bảo tàng Anh ở London thành lập năm 1753 nhờ bộ sưu tập của nhà vật lý Hans Sloane, tới năm 1759 cũng mở cửa đón tiếp công chúng. Tại Paris, từ năm 1750, một cuộc triển lãm các tác phẩm hội họa thuộc bộ sưu tập của hoàng gia được tổ chức tại cung điện Luxembourg và gây được tiếng vang lớn. Thành công của sự kiện này đã thúc đẩy ý định xây dựng một bảo tàng trưng bày thường xuyên, nhưng trong suốt đêm trước của Cách mạng không một dự án nào thành hiện thực. Phải đợi đến ngày 10 tháng 8 năm 1793, nhân dịp kỷ niệm sự sụp đổ của nền quân chủ, Bảo tàng Louvre mới được mở cửa đón công chúng vào chiêm ngưỡng những bộ sưu tập trước đó thuộc về hoàng gia. Tiếp bước Louvre, Bảo tàng Lịch sử Tự nhiên Quốc gia được thành lập cũng trong năm 1793, Musée des arts et métiers mở cửa năm 1794 và Musée des monuments français ra đời vào năm 1795. Trong những năm đầu thế kỷ 19, khi quân đội của Napoléon chinh chiến khắp châu Âu, không ít những bộ sưu tập nghệ thuật và khảo cổ giá trị đã được đem về các bảo tàng Pháp. Sau khi Đệ nhất đế chế sụp đổ vào năm 1814, nhiều hiện vật được trả về với những chủ nhân cũ, một số khác vẫn nằm lại trong các bảo tàng của Paris.
Cuối thế kỷ 19, đầu thế kỷ 20, Paris chứng kiến sự ra đời của nhiều bảo tàng mới, trong đó có cả những bảo tàng tư nhân. Năm 1882, từ ý tưởng "giới thiệu" các nhân vật nổi tiếng đến với công chúng, phóng viên Arthur Meyer và họa sĩ biếm họa Alfred Grévin đã thành lập nên bảo tàng sáp Grévin. Năm 1889, Bảo tàng Guimet mở cửa với bộ sưu tập về nghệ thuật châu Á của nhà công nghiệp Émile Guimet, người đã thực hiện nhiều chuyến đi tới Trung Quốc, Ấn Độ và Nhật Bản để sưu tầm hiện vật. Một số bảo tàng khác như Jacquemart-André, Rodin... được thành lập từ những bộ sưu tập cá nhân do các nghệ sĩ nổi tiếng hoặc những nhà hảo tâm tặng lại. Chính quyền thành phố Paris cũng có được bảo tàng riêng đầu tiên vào năm 1880, Bảo tàng Carnavalet, dành cho các hiện vật về lịch sử của thành phố. Sau cuộc triển lãm thế giới 1900, cung điện Petit Palais trở thành bảo tàng mỹ thuật, trưng bày nhiều tác phẩm do thành phố Paris sở hữu. Những thập niên đầu thế kỷ 20 còn là khoảng thời gian Paris mua và được tặng nhiều bộ sưu tập nghệ thuật giá trị. Năm 1961, Bảo tàng Nghệ thuật hiện đại thành phố Paris nằm trong Palais de Tokyo được mở cửa.
Cuối thế kỷ 20, các vị tổng thống của nền Đệ ngũ cộng hòa lần lượt tặng cho Paris những bảo tàng mới. Bắt đầu từ Georges Pompidou, người ngay từ khi lên nhậm chức đã quyết định xây dựng một trung tâm dành cho văn hóa và nghệ thuật hiện đại ở giữa Paris cổ kính. Trung tâm Georges-Pompidou hoàn thành vào năm 1977, sau khi Pompidou đã qua đời, được đặt tên vinh danh vị tổng thống quá cố. Vào thập niên 1970, bộ sưu tập những tác phẩm nghệ thuật thế kỷ 19 nằm rải rác trong các bảo tàng của Pháp. Những họa phẩm ấn tượng trưng bày tại Bảo tàng Jeu de Paume khiến nơi đây trở nên chật trội vì lượng khách thăm quá lớn. Năm 1973, Tổng thống Valéry Giscard d'Estaing quyết định thành lập Bảo tàng Orsay, nơi dành cho nghệ thuật châu Âu từ giữa thế kỷ 19 đến đầu thế kỷ 20. Nhà ga cũ Orsay bên bờ sông Seine được tu sửa lại, cuối năm 1986 bắt đầu mở cửa đón tiếp công chúng. Cũng trong năm 1986, Cité des sciences et de l'industrie được khánh thành ngày 13 tháng 3 trong công viên La Villette. Với dự án Grand Louvre bắt đầu thực hiện từ năm 1981, François Mitterrand đã đem lại cho Bảo tàng Louvre một gương mặt mới. Bộ Tài chính được chuyển về khu phố Bercy, toàn bộ cung điện được dành cho bảo tàng, các sân Marly, Puget và Khorsabad lợp mái kính trở thành không gian trưng bày lý tưởng cho các tác phẩm cỡ lớn. Kim tự tháp kính nằm trên sân Napoléon, tác phẩm của kiến trúc sư Ieoh Ming Pei, khánh thành ngày 30 tháng 3 năm 1989, trở thành lối vào chính của bảo tàng. Năm 1996, Tổng thống Jacques Chirac quyết định xây dựng một bảo tàng mới ở Paris dành cho những nền văn minh ngoài châu Âu, ý tưởng đến từ cuộc gặp gỡ với nhà sưu tầm nghệ thuật Jacques Kerchache. Mặc dù dự án này—với ý định lấy đi nhiều hiện vật của Bảo tàng Con người—vấp phải những phản đối mạnh mẽ, nhưng Bảo tàng Quai Branly vẫn được khánh thành vào 20 tháng 6 năm 2006 và nhanh chóng giành được thành công. Nằm bên bờ sông Seine, trong tòa nhà do kiến trúc sư Jean Nouvel thiết kế, bảo tàng đã đón gần 1,4 triệu lượt khách năm trong năm 2008, trở thành một trong những điểm du lịch hấp dẫn nhất của Paris.

## Các hệ thống bảo tàng

### Bảo tàng quốc gia

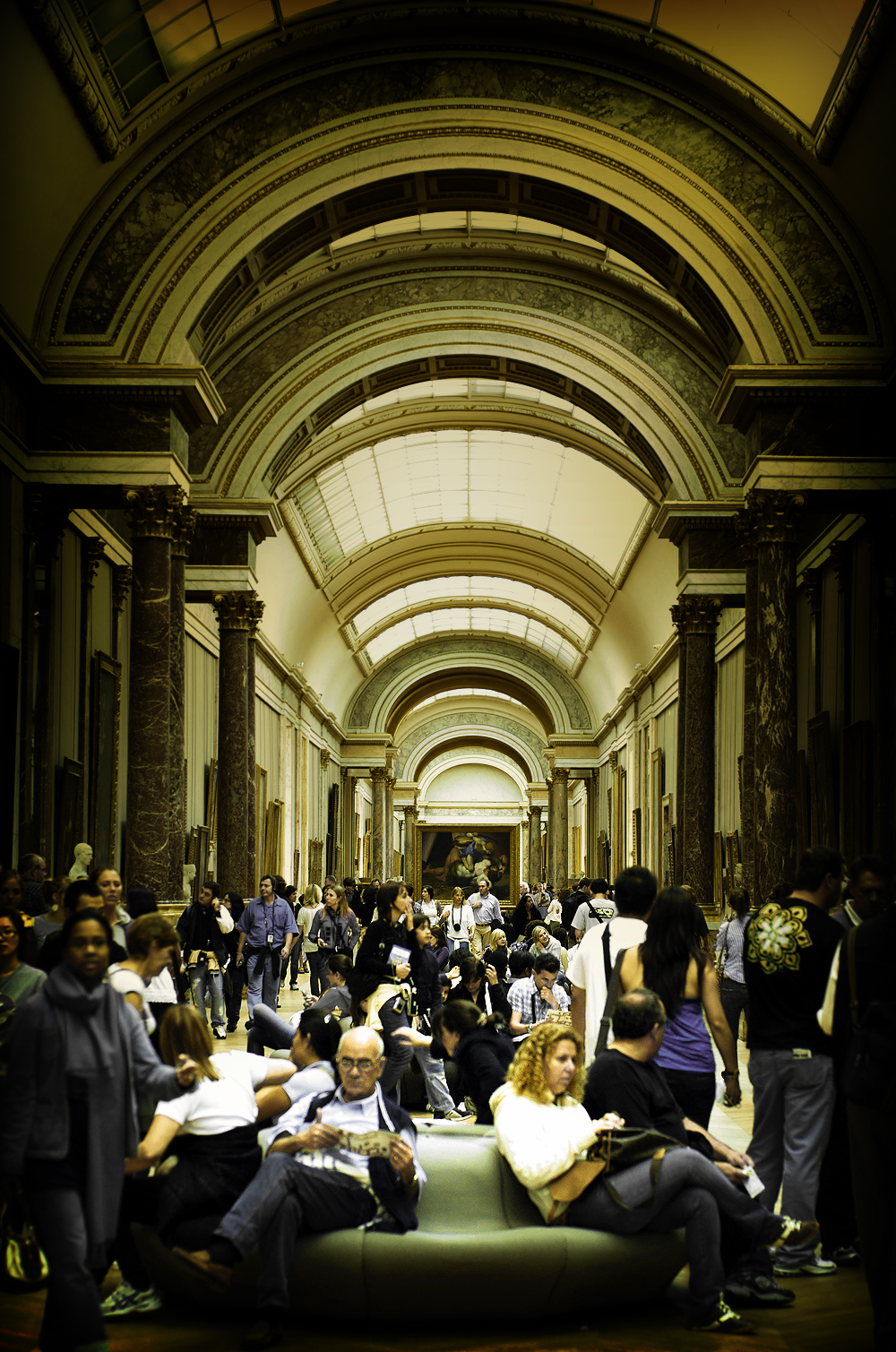
Khách thăm Bảo tàng Louvre

Hiệp hội bảo tàng quốc gia (Réunion des musées nationaux) được thành lập vào năm 1895, có nhiệm vụ làm phong phú bộ sưu tập quốc gia, đón tiếp công chúng và tổ chức các cuộc triển lãm. Ngày nay, dưới sự bảo trợ hành chính của Bộ Văn hóa, Hiệp hội bảo tàng quốc gia tập hợp 34 bảo tàng trên toàn nước Pháp, trong đó 14 bảo tàng ở Paris và 7 bảo tàng khác thuộc những tỉnh còn lại của vùng Île-de-France. Bộ sưu tập hiện vật của các bảo tàng quốc gia trải rộng về địa lý, bao trùm nhiều thời kỳ lịch sử và đa dạng về lĩnh vực.
Ở Paris, những hiện vật về châu Á được trưng bày tại Bảo tàng Guimet thuộc Quận 16. Tuy chỉ xuất phát từ một bộ sưu tập cá nhân, nhưng hiện nay Guimet là bảo tàng nghệ thuật châu Á quan trọng bậc nhất ở phương Tây. Nơi đây lưu giữ 20 ngàn hiện vật về nghệ thuật Trung Hoa, 11 ngàn hiện vật về nghệ thuật Nhật Bản, 1 ngàn hiện vật về nghệ thuật Hàn Quốc, cùng nhiều bộ sưu tập giá trị về Ấn Độ và các quốc gia vùng Trung Á, Đông Nam Á. Nằm trong hai công trình đặc biệt, nhà tắm công cộng cổ La Mã và dinh thự Cluny, Bảo tàng quốc gia Trung Cổ sở hữu những hiện vật xuyên suốt 15 thế kỷ của lịch sử châu Âu, kể từ cuối thời kỳ La Mã cho đến thời kỳ Trung Cổ. Bộ sưu tập của bảo tàng gồm những tác phẩm điêu khắc, thảm, đồ dệt, đồ ngà voi, kính ghép màu... đem lại cái nhìn toàn cảnh và chi tiết về đời sống thường nhật của những cư dân châu Âu thời kỳ Trung Cổ. Ở trung tâm thành phố, Louvre không chỉ là bảo tàng quan trọng nhất của Paris mà còn nằm trong số những bảo tàng danh tiếng nhất trên thế giới. Trong những căn phòng xưa kia thuộc về hoàng gia, ngày nay trưng bày những hiện vật quý giá về các nền văn minh cổ, nghệ thuật Hồi giáo, và nghệ thuật châu Âu từ thế kỷ 13 cho tới giữa thế kỷ 19. Cung điện hoàng gia cũ này còn là một công trình kiến trúc nổi tiếng, một trong những biểu tượng của thành phố Paris. Hai bảo tàng Orsay và Orangerie được dành cho các tác phẩm thuộc giai đoạn tiếp theo của nghệ thuật phương Tây, từ giữa thế kỷ 19 đến đầu thế kỷ 20. Dù mới chỉ thành lập vào năm 1986, Bảo tàng Orsay ngày nay nằm trong số những bảo tàng nghệ thuật thu hút bậc nhất nhờ các họa phẩm trứ danh thuộc hai trường phái ấn tượng và hậu ấn tượng. Nằm ở Quận 8, bên cạnh đại lộ Champs-Elysées, cung điện Grand Palais được xây dựng nhân dịp triển lãm thế giới năm 1900. Với tổng diện tích 72 ngàn mét vuông, công trình được dành cho bảo tàng khoa học Palais de la Découverte cùng hai không gian triển lãm: La Nef và Galeries nationales, trong đó Galeries nationales thuộc về Hiệp hội bảo tàng quốc gia Pháp. Không gian trưng bày của Galeries nationales rộng hơn 5 ngàn mét vuông, thường là nơi tổ chức các cuộc triển lãm lớn với sự kết hợp của nhiều bảo tàng quan trọng cả của Pháp và thế giới. Bên cạnh các bảo tàng lớn, Hiệp hội bảo tàng quốc gia còn quản lý một số bảo tàng nhỏ dành riêng cho các nghệ sĩ nổi tiếng, như Bảo tàng Picasso ở khu phố Le Marais trưng bày các tác phẩm của họa sĩ Pablo Picasso, hay Bảo tàng Rodin ở Quận 7 dành cho các tác phẩm của nhà điêu khắc Auguste Rodin. Các bảo tàng thuộc Hiệp hội bảo tàng quốc gia Pháp mở cửa miễn phí vào ngày chủ nhật đầu tiên của tháng. Các khách thăm dưới 18 tuổi, những sinh viên lịch sử nghệ thuật cùng các giáo viên và nhà báo cũng không phải mua vé khi vào thăm bảo tàng.
Thành phố Paris cũng có những bảo tàng quốc gia khác không thuộc Hiệp hội bảo tàng quốc gia. Nằm trong Vườn bách thảo ở Quận 5, Bảo tàng Lịch sử Tự nhiên Quốc gia được thành lập từ cuối thế kỷ 18, hiện là một grand établissement thuộc Bộ Giáo dục, Bộ Nghiên cứu và Bộ Môi trường. Nơi đây lưu trữ một trong những bộ sưu tập đồ sộ bậc nhất về số lượng, bên cạnh Viện Smithsonian ở Washington và Bảo tàng Anh ở London. Trung tâm Georges-Pompidou cũng dành hai tầng 5 và 6 cho Bảo tàng Nghệ thuật hiện đại Quốc gia, lưu giữ gần 60 ngàn tác phẩm hiện đại và đương đại. Bên trong công trình mang kiến trúc High-tech này còn có hai thư viện, các phòng chiếu phim, phòng biểu diễn cùng những không gian triển lãm. Nằm trong Palais de Chaillot, không xa tháp Eiffel, Bảo tàng Hải quân Quốc gia được xem như một trong những bảo tàng về hàng hải đầu tiên trên thế giới, cùng với Bảo tàng Thủy quân ở Sankt-Peterburg. Những hiện vật của bảo tàng xuất phát từ bộ sưu tập cá nhân của vua Louis XV, ngày nay đã trở nên đặc biệt đa dạng với nhiều mô hình tàu thuyền, tranh ảnh, vũ khí, sách, dụng cụ hàng hải... Thuộc về Bộ Quốc phòng Pháp, Bảo tàng Hải quân Quốc gia còn có các chi nhánh ở Brest, Port-Louis, Rochefort, Toulon và Saint-Tropez.

### Bảo tàng thành phố

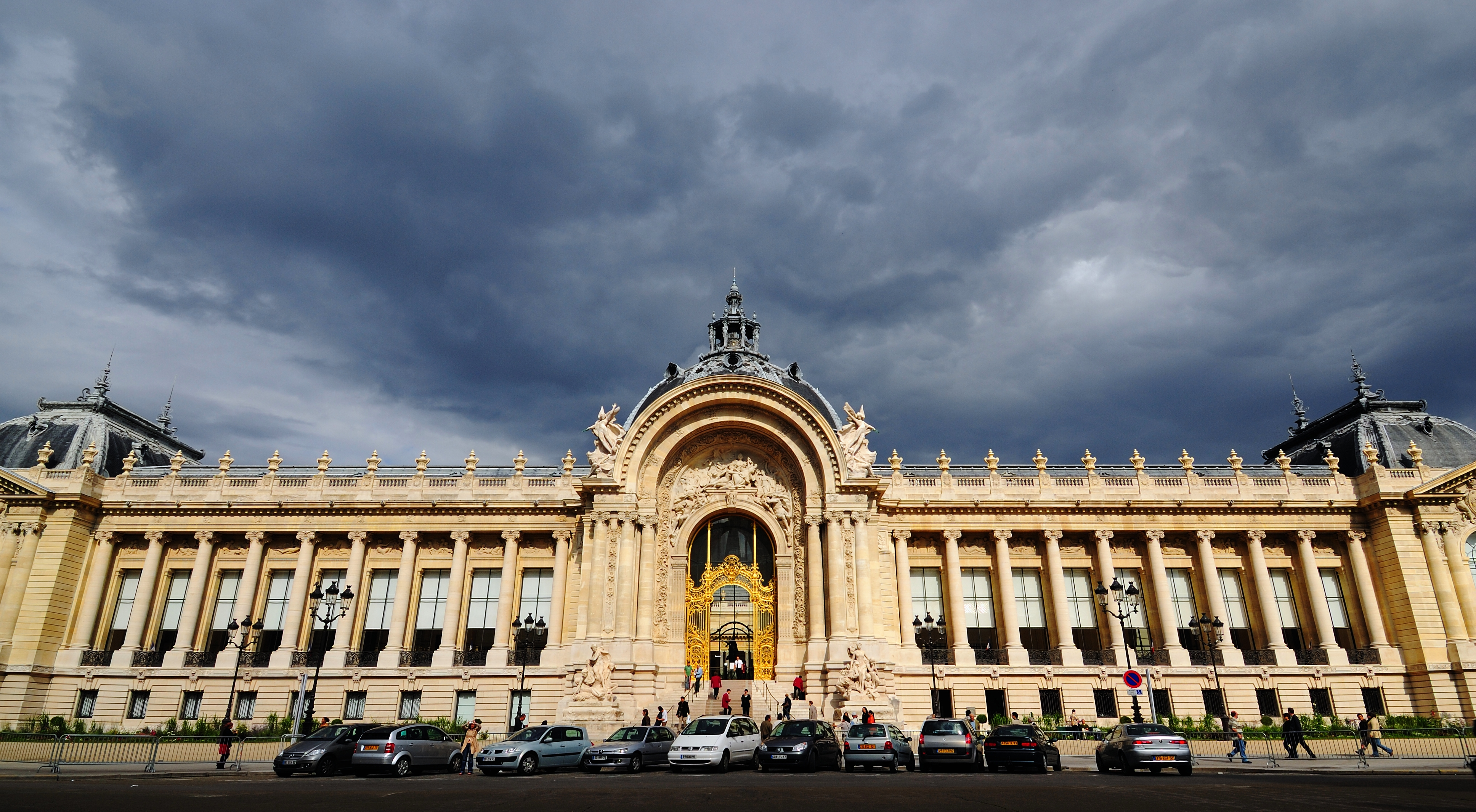
Petit Palais, Bảo tàng mỹ thuật của thành phố

Chính quyền thành phố Paris hiện quản lý 14 bảo tàng và địa điểm trưng bày. Ngoại trừ Hầm mộ Paris, địa điểm khảo cổ của nhà thờ Đức Bà và những không gian triển lãm, tất cả các bảo tàng của thành phố đều mở cửa miễn phí đón công chúng. Khác với những bảo tàng quốc gia, hệ thống bảo tàng của Paris không sở hữu những bộ sưu tập bách khoa mà chủ yếu phản ánh chính lịch sử của thành phố, trên nhiều phương diện và góc độ khác nhau. Những bảo tàng như Carnavalet, Jean Moulin hay Hầm mộ Paris đem lại cái nhìn trực tiếp về lịch sử Paris, trong khi những ngôi nhà lưu niệm dành cho Victor Hugo, Honoré de Balzac hay George Sand cũng sở hữu nhiều hiện vật gợi lại quá khứ của thành phố. Trong lịch sử Paris, có không ít những quý tộc hay thương gia giàu có say mê sưu tầm các tác phẩm nghệ thuật. Nhiều trong số những bộ sưu tập đó đã được tặng lại cho thành phố, ngày nay trưng bày ở các bảo tàng Cernuschi, Cognacq-Jay... phần nào cũng phản ánh đời sống và xã hội ở Paris những thế kỷ trước. Những hiện vật thuộc sở hữu của thành phố Paris có thể chia thành bốn bộ sưu tập: mỹ thuật, đồ mỹ nghệ và y phục, khảo cổ và lịch sử, cuối cùng là những hiện vật về văn chương.
Petit Palais, hay Bảo tàng Mỹ thuật của thành phố Paris, nằm trên đại lộ Winston Churchill, đối diện với Grand Palais. Được xây dựng nhân dịp triển lãm thế giới 1900, Petit Palais chính thức trở thành bảo tàng mỹ thuật của thành phố từ năm 1902. Bộ sưu tập của Petit Palais bao gồm nhiều hiện vật phong phú, từ những tác phẩm hội họa, điêu khắc... cho tới gốm, thảm, đồ ngà voi... Không gian của bảo tàng được chia thành hai phần tách biệt: phía đại lộ Champs-Élysées dành cho những hiện vật trưng bày thường trực, ngược lại, phía sông Seine dành cho các cuộc triển lãm. Các tác phẩm ở đây bao gồm rất nhiều thời kỳ, từ Hy Lạp La Mã cổ đại cho tới thế kỷ 20, trong đó có không ít họa phẩm của những nghệ sĩ bậc thầy như Rembrandt, Delacroix, Monet hay Cézanne. Nằm trong Palais de Tokyo thuộc Quận 16, Bảo tàng Nghệ thuật hiện đại thành phố Paris là một địa điểm quan trọng dành cho mỹ thuật hiện đại. Nơi đây lưu giữ hơn 8 ngàn tác phẩm, bao trùm hầu hết các trào lưu nghệ thuật thế kỷ 20. Trong năm 2008, Bảo tàng Nghệ thuật hiện đại Paris đã đón gần 3 triệu lượt khách thăm, xếp thứ 8 trong số những bảo tàng thu hút nhất thế giới. Bộ sưu tập các hiện vật về thời trang của thành phố Paris chủ yếu được lưu giữ tại Bảo tàng Galliera ở Quận 16. Tòa nhà của bảo tàng vốn là dinh thự của Nữ công tước Galliera, từ năm 1977 bắt đầu mở cửa đón tiếp công chúng. Không có những không gian trưng bày thường xuyên, Bảo tàng Galliera chỉ tổ chức các cuộc triển lãm, giới thiệu một phần của bộ sưu tập gồm 90 ngàn hiện vật, trong đó có nhiều bộ y phục xa hoa của thế kỷ 18 và 19.
Chức năng lưu giữ những "kỷ vật" của lịch sử Paris được giao cho Bảo tàng Carnavalet, nằm trong hai dinh thự Le Pelletier de Saint-Fargeau và Carnavalet ở Quận 3. Trong hơn 100 căn phòng, Bảo tàng Carnavalet trưng bày những hiện vật đa dạng, minh chứng cho lịch sử của thành phố kể từ thời tiền sử cho đến ngày nay. Bộ sưu tập của bảo tàng gồm khoảng 600 ngàn hiện vật, trong đó có 40.000 hiện vật khảo cổ liên quan tới lịch sử Paris, 2.600 tác phẩm hội họa, 475.000 tác phẩm họa hình, 3.600 tác phẩm điêu khắc cùng nhiều mô hình, tiền cổ, đồ mỹ nghệ... Đặc biệt, Carnavalet là nơi lưu trữ rất nhiều những hiện vật giá trị về thời kỳ Cách mạng Pháp. Một địa điểm đặc biệt khác của Paris thường xuyên hấp dẫn du khách là khu hầm mộ, có lối vào bên quảng trường Denfert-Rochereau, Quận 14. Vốn là khu mỏ cũ, Hầm mộ Paris hình thành vào năm 1786 khi những hài cốt từ nghĩa địa Innocents được chuyển về đây. Đến năm 1814, Hầm mộ Paris lại tiếp tục đón nhận những hài cốt đến từ khắp các nghĩa trang khác của thành phố. Ngày nay, hầm mộ do chính quyền thành phố quản lý, mỗi năm thu hút hơn 200 ngàn du khách hiếu kỳ tới thăm. Dù không phải quê hương của Victor Hugo và Balzac, nhưng Paris lại là thành phố mà hai nhà văn này đã gắn bó và cũng là nguồn cảm hứng cho nhiều tác phẩm của họ. Hai ngôi nhà Maison de Balzac ở khu phố Passy và Maison de Victor Hugo trên quảng trường Vosges từng là nơi các nhà văn sống trong nhiều năm, hiện còn lưu giữ được rất nhiều những kỷ vật về họ. Cùng với Musée de la Vie Romantique dành cho nữ văn sĩ George Sand, hàng năm, những địa điểm này vẫn đón một số lượng lớn những người yêu thích văn học ghé thăm.

### Các bảo tàng khác
Bên cạnh các bảo tàng quốc gia và bảo tàng thành phố, Paris còn sở hữu nhiều bảo tàng quan trọng khác cùng với một hệ thống bảo tàng tư nhân phong phú. Nằm trong công viên La Villette thuộc Quận 19, Cité des sciences et de l'industrie là một trong những địa điểm thu hút nhiều khách thăm nhất Paris với khoảng 3 triệu lượt khách mỗi năm. Công trình với diện tích 150 ngàn mét vuông, có nhiệm vụ phổ biến các kiến thức về khoa học và kỹ thuật đến công chúng, đặc biệt dành cho công chúng nhỏ tuổi, hiện là một trong những bảo tàng khoa học lớn nhất châu Âu. Cũng trong công viên La Villette còn có thể thấy sự hiện diện của Cité de la musique, một địa điểm dành cho âm nhạc, nơi lưu giữ nhiều bộ sưu tập nhạc cụ giá trị. Từ năm 2006, thành phố Paris có thêm Bảo tàng Quai Branly, bảo tàng lớn duy nhất của thành phố được thành lập kể từ sau Bảo tàng Orsay năm 1986. Tòa nhà mang kiến trúc hiện đại nằm dọc bờ sông Seine, không xa tháp Eiffel, là nơi lưu giữ 300 ngàn hiện vật về các nền văn minh ở châu Á, châu Phi, châu Úc và châu Mỹ. Tuy mới chỉ thành lập, Quai Branly đã trở thành một trong những bảo tàng quan trọng nhất Paris và năm 2008, đứng thứ 31 trong những bảo tàng thu hút nhất thế giới với 1.389.000 khách thăm. Điện Invalides ở Quận 7 không chỉ nổi tiếng bởi vẻ đẹp kiến trúc, đây còn là nơi an nghỉ của Hoàng đế Napoléon, cũng là địa điểm của Bảo tàng Vũ khí và Bảo tàng Sa bàn. Dưới sự quản lý của Bộ Quốc phòng, Bảo tàng Vũ khí có diện tích 8 ngàn mét vuông, trưng bày 500 nghìn hiện vật gồm tranh, ảnh, huy chương, pháo, súng đạn... hiện là bảo tàng lịch sử quân sự quan trọng nhất của Pháp. Một trong những trung tâm văn hóa nước ngoài hàng đầu của Paris là Viện Thế giới Ả Rập ở Quận 5. Nằm ngay bên bờ sông Seine, công trình đa chức năng này dành ba tầng 5, 7 và 8 cho bảo tàng văn hóa Ả Rập và Hồi giáo, giới thiệu nền văn minh và nghệ thuật của thế giới Ả Rập kể từ trước kỷ nguyên Hồi giáo cho đến tận ngày nay. Một bảo tàng khoa học quan trọng khác của Paris là Musée des arts et métiers, nằm ở trung tâm của Quận 3. Được mở cửa từ năm 1794, nơi đây hiện lưu giữ 80 ngàn hiện vật cùng 20 ngàn bản vẽ, minh chứng cho những bước tiếng của khoa học và kỹ thuật, trong đó không ít những hiện vật giá trị, có thể kể tới khí kế của Antoine Lavoisier, máy chiếu phim của anh em nhà Lumière, pin điện của Alessandro Volta và máy hơi nước của James Watt.
Đứng đầu trong hệ thống bảo tàng tư nhân với lượng khách thăm vượt xa các bảo tàng khác là Grévin, bảo tàng sáp nằm ở số 10 đại lộ Montmartre. Trong những không gian trang trí đầy màu sắc, Bảo tàng Grévin trưng bày khoảng 300 bức tượng sáp các nhân vật nổi tiếng, từ Albert Einstein, La Fontaine tới Zinedine Zidane, Michael Jackson, Lucky Luke... Năm 2007, Grévin tiếp đón 762.000 lượt khách thăm, đứng thứ 14 trong những địa điểm thu hút nhất Paris, vượt trên cả các bảo tàng quan trọng như Carnavalet hay Guimet. Bảo tàng Jacquemart-André xuất phát từ bộ sưu tập nghệ thuật của chính trị gia Edouard André cùng vợ là họa sĩ Nélie Jacquemart. Trước khi qua đời vào năm 1912, Nélie Jacquemart đã di tặng lại tòa biệt thự trên đại lộ Haussmann cùng toàn bộ các tác phẩm mà hai người từng dày công tìm kiếm cho Institut de France để thành lập một bảo tàng mới. Mở cửa từ năm 1913, Bảo tàng Jacquemart-André hiện được giao cho công ty Culturespaces quản lý. Nơi đây trưng bày không ít những họa phẩm của các họa sĩ danh tiếng như Botticelli, Rembrandt, Anthony van Dyck, Jacques-Louis David... cùng nhiều đồ nội thất, mỹ nghệ quý giá. Một bảo tàng nghệ thuật tư nhân thu hút khác là Maillol nằm trên phố Grenelle, thuộc Quận 7. Mang tên nhà điêu khắc Aristide Maillol, bảo tàng được thành lập vào năm 1995 nhờ Dina Vierny, người mẫu từng rất gắn bó với Maillol. Trong bộ sưu tập của bảo tàng, bên cạnh các tác phẩm của Aristide Maillol, có thể thấy nhiều họa phẩm của Henri Matisse, Pablo Picasso, Paul Cézanne, Wassily Kandinsky... Bảo tàng Maillol, với tổng diện tích 4.250 mét vuông, cũng là nơi thường xuyên tổ chức các cuộc triển lãm dành cho nghệ thuật hiện đại.

## Hoạt động triển lãm

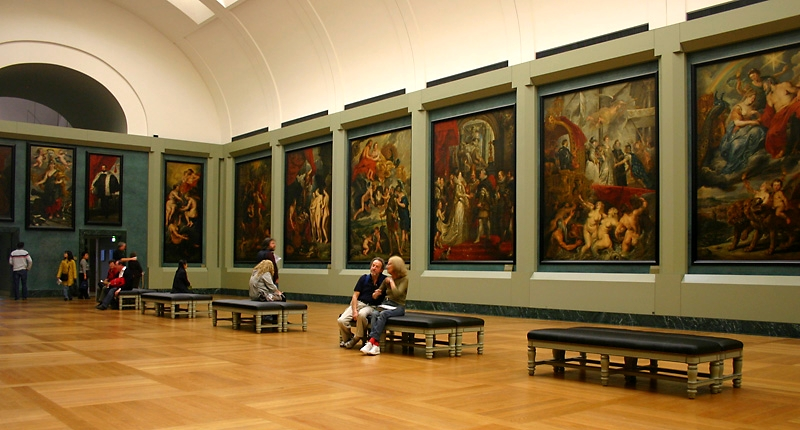
Một cuộc triển lãm tại Bảo tàng Louvre

Cùng với những thành phố như Tokyo, New York... Paris là một trong những trung tâm lớn nhất dành cho hoạt động triển lãm. Những sự kiện văn hóa này là dịp công chúng có thể khám phá nhiều bộ sưu tập quý giá của Paris và cả những thành phố khác—thông qua các chương trình hợp tác. Năm 2007, tại 19 địa điểm văn hóa lớn của thành phố, đã có hơn 80 cuộc triển lãm mở cửa đón công chúng, thu hút hơn 9 triệu lượt khách thăm. Giữ vai trò quan trọng trong hoạt động văn hóa này chính là các bảo tàng lớn như Louvre, Orsay, Cité des sciences et de l'industrie... và các trung tâm triển lãm như Grand Palais, Jeu de Paume hay Pompidou. Tòa thị chính Paris, Bảo tàng Luxembourg—bảo tàng nhỏ nằm trong khu vườn cùng tên—và Pinacothèque cũng nằm trong số những không gian triển lãm thu hút nhất. Nhiều cuộc triển lãm của Paris còn được tổ chức ngoài trời, với những không gian trưng bày công cộng như đại lộ Champs-Élysées, bên bờ sông Seine hay trên quảng trường Champ-de-Mars. Trong những khu phố nghệ sĩ Montmartre, Saint-Germain-des-Prés hay Le Marais cũng có thể thấy sự hiện diện rất nhiều những gallery nghệ thuật.
Chủ đề thường thấy nhất trong những cuộc triển lãm lớn ở Paris chính là nghệ thuật với nhiều loại hình đa dạng. Trong các cuộc triển lãm "nhìn lại quá khứ" thu hút những năm gần đây, một số lớn được dành cho các nghệ sĩ người Pháp thế kỷ 19 và 20, những tên tuổi nổi tiếng như Paul Cézanne, Gustave Courbet, Paul Gauguin hay Claude Monet. Năm 2007, 34 cuộc triển lãm lớn tại Paris có thời gian trung bình kéo dài 4 tháng, trong đó riêng 10 cuộc triển lãm thu hút nhất kéo dài trung bình tới 5 tháng. Tại Grand Palais, trong năm 2008, không gian trưng bày Galeries nationales có số giờ mở cửa đạt tỷ lệ 12,5%. Riêng trong thời gian cuộc triển lãm Picasso et les maîtres (Picasso cùng những bậc thầy) từ tháng 10 năm 2008 đến tháng 2 năm 2009, số giờ mở cửa lên đến 31%, thường từ 9 giờ sáng đến 22 giờ đêm. Thậm chí vào khoảng thời gian cuối cuộc triển lãm này, Grand Palais đã mở cửa liên tục 83 giờ, đón 33 ngàn lượt khách thăm ban đêm. Một đặc điểm khác thường thấy ở những cuộc triển lãm thành công ở Paris là số lượng hiện vật trưng bày lớn. Trong hai cuộc triển lãm L’atelier d’Alberto Giacometti (Xưởng điêu khắc của Alberto Giacometti) tại Trung tâm Pompidou từ tháng 10 năm 2007 tới tháng 2 năm 2008, và Trésors engloutis d’Egypte (Kho báu Ai Cập) tại Grand Palais từ tháng 12 năm 2006 đến tháng 8 năm 2007, số lượng hiện vật giới thiệu với công chúng lên đến khoảng 500 đến 600 tác phẩm.
Trong 10 cuộc triển lãm thành công nhất tại Paris năm 2007, có tới 5 cuộc triển lãm thu hút trên 400 ngàn lượt khách thăm. Những triển lãm còn lại cũng đón tiếp khoảng 300 đến 400 ngàn lượt khách. Trésors engloutis d’Egypte được tổ chức trong không gian trưng bày La Nef của Grand Palais đã đón 730 ngàn lượt khách trong khoảng thời gian 3 tháng. Năm 2008, cuộc triển lãm Dans la nuit, des images (Những hình ảnh trong đêm) từ 18 đến 31 tháng 12 ở Grand Palais đã thu hút 145.000 lượt khách, trung bình 10.357 lượt khách mỗi ngày, chỉ thua hai cuộc triển lãm của Nhật Bản tổ chức ở Tokyo và Nara.

## Lượng khách thăm

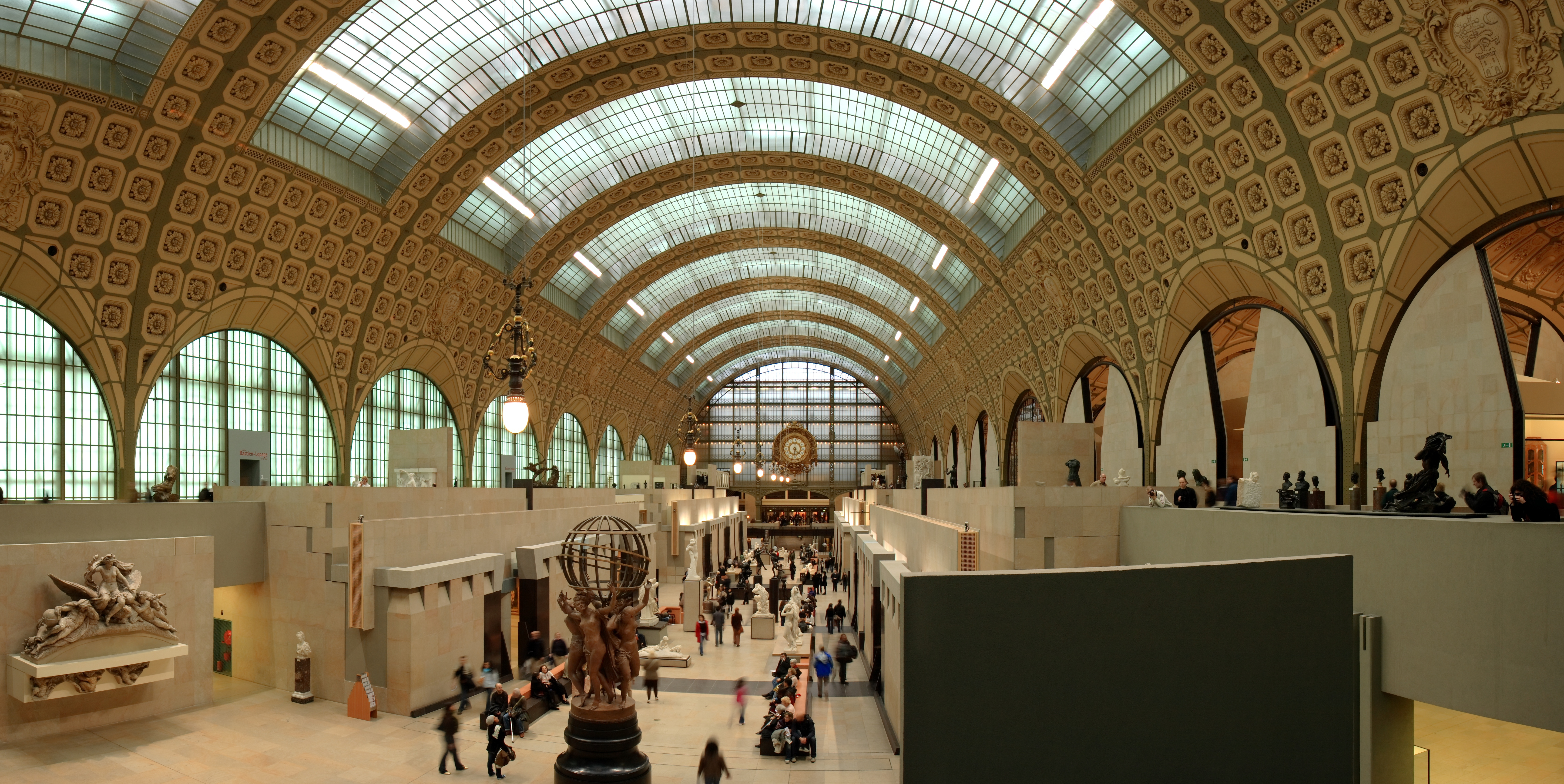
Bảo tàng Orsay

Với những bộ sưu tập hiện vật giá trị cùng vị trí ở "kinh đô ánh sáng", các bảo tàng nổi tiếng của Paris hàng năm thu hút một lượng lớn khách tới thăm, trong đó một phần không nhỏ là những du khách nước ngoài. Năm 2007, 50 địa điểm du lịch chính của Paris đã đón hơn 70 triệu lượt khách, và những địa điểm này phần lớn là các bảo tàng. Đứng thứ ba trong danh sách, Bảo tàng Louvre với 8.260.000 lượt khách là địa điểm thu phí hấp dẫn nhất thành phố, chỉ xếp sau hai địa điểm tự do, hai nhà thờ Công giáo nổi tiếng Sacré-Coeur và Đức Bà. Trung tâm văn hóa Pompidou, bao gồm Bảo tàng nghệ thuật hiện đại, thư viện cùng các không gian triển lãm, đã đón 5.509.425 lượt khách, giữ vị trí thứ năm, tiếp sau tháp Eiffel. Bảo tàng Quai Branly tuy mới chỉ mở cửa từ giữa năm 2006, cũng đã có 1.379.623 lượt khách thăm trong năm 2007. Trong số những bảo tàng do thành phố Paris quản lý, vốn mở cửa miễn phí, Petit Palais là điểm thu hút nhất, tiếp theo tới Bảo tàng Carnavalet và Bảo tàng Nghệ thuật hiện đại thành phố. Bảo tàng Grévin, nơi đã đón 762.000 lượt khách thăm trong năm 2007, tiếp tục đứng đầu trong hệ thống bảo tàng tư nhân.
Năm 2008, theo thống kê của tờ báo The Art Newspaper, Paris chiếm tới 3 trong số 10 bảo tàng thu hút nhất thế giới, gồm Louvre, Orsay và Bảo tàng Nghệ thuật hiện đại thành phố, cùng với Trung tâm Pompidou ở vị trí thứ 12. Luôn ở vị trí đầu, Louvre đã đón 8,5 triệu lượt khách, vượt 2,57 triệu so với Bảo tàng Anh—bảo tàng mở cửa miễn phí—ở vị trí thứ hai. Bảo tàng Nghệ thuật hiện đại thành phố Paris chiếm vị trí thứ 8 với 2.981.000 lượt khách, xếp trên rất nhiều bảo tàng danh tiếng khách như Museum of Modern Art của New York, Bảo tàng Prado của Madrid hay Bảo tàng Ermitazh của Sankt-Peterburg. Trong lĩnh vực triển lãm, mặc dù các thành phố của Nhật Bản thống trị những vị trí đầu nhưng Paris cũng có Dans la nuit, des images, tổ chức tại Grand Palais cuối năm 2008, đứng thứ ba trong số các triển lãm thu hút nhất theo lượng khách trung bình mỗi ngày. Cuộc triển lãm bộ sưu tập của Bảo tàng Picasso Paris được tổ chức tại Reina Sofía, Madrid, cũng đã đón 547.810 lượt du khách, đứng thứ sáu trong số những triển lãm thu hút nhất thế giới vào năm 2008.
| Địa điểm                            | 2006      | 2007      |
| ----------------------------------- | --------- | --------- |
| Bảo tàng Louvre                     | 8.348.000 | 8.260.000 |
| Trung tâm Georges-Pompidou          | 5.133.506 | 5.509.425 |
| Bảo tàng Orsay                      | 3.009.203 | 3.166.509 |
| Cité des sciences et de l'industrie | 3.055.000 | 3.030.628 |
| Bảo tàng Quai Branly                | 952.770   | 1.379.623 |
| Bảo tàng lịch sử tự nhiên quốc gia  | 1.344.344 | 1.372.804 |
| Bảo tàng Vũ khí                     | 1.130.841 | 1.188.728 |
| Bảo tàng Grévin                     | 682.000   | 762.000   |
| Viện Thế giới Ả Rập                 | 822.285   | 724.805   |
| Bảo tàng Rodin                      | 621.513   | 700.001   |
| Bảo tàng Orangerie                  | 447.093   | 598.762   |
| Petit Palais                        | 787.418   | 576.339   |
| Palais de la découverte             | 625.383   | 500.000   |
| Bảo tàng Carnavalet                 | 441.193   | 485.295   |
| Bảo tàng Picasso                    | 470.500   | 501.060   |
| Musée de la Mode et du Textile      | 288.179   | 421.373   |
| Conciergerie                        | 368.013   | 415.225   |
| Bảo tàng Nghệ thuật hiện đại Paris  | 775.581   | 385.887   |
| Bảo tàng Guimet                     | 246.208   | 309.509   |

| Địa điểm                              | 2006    | 2007    |
| ------------------------------------- | ------- | ------- |
| Bảo tàng quốc gia Trung Cổ            | 289.360 | 293.975 |
| Hầm mộ Paris                          | 237.309 | 258.421 |
| Bảo tàng Jacquemart-André             | 180.000 | 243.400 |
| Bảo tàng Maillol                      | 270.000 | 220.000 |
| Musée des arts et métiers             | 184.484 | 183.000 |
| Musée de l'Homme                      | 165.417 | 154.273 |
| Musée national de la Marine           | 103.957 | 153.782 |
| Viện lưu trữ quốc gia                 | 132.113 | 143.827 |
| Maison de Victor Hugo                 | 126.785 | 128.829 |
| Musée d'Art et d'Histoire du Judaïsme | 91.806  | 125.579 |
| Espace Dalí                           | 110.000 | 120.000 |
| Musée des Plans-Reliefs               | 103.294 | 95.362  |
| Musée des Égouts                      | 83.395  | 94.999  |
| Bảo tàng Galliera                     | 41.000  | 75.724  |
| Musée de la Poste                     | 61.485  | 67.092  |
| Musée de la Vie Romantique            | 71.577  | 62.000  |
| Bảo tàng Cernuschi                    | 103.017 | 49.453  |
| Bảo tàng Bourdelle                    | 41.729  | 46.656  |
| Musée du Vin                          | 40.000  | 40.000  |